# Sonnac (Charente-Maritime)
Sonnac é uma comuna francesa na região administrativa da Nova Aquitânia, no departamento de Charente-Maritime. Estende-se por uma área de 17,12 km². Em 2010 a comuna tinha 512 habitantes (densidade: 29,9 hab./km²).